# Junkers Ju 87
Els Junkers Ju 87 o Stuka, construïts per Junkers Flugzeug und Motorenwerke, van ser els bombarders en picat més coneguts de la Segona Guerra Mundial, fàcilment recognoscibles per les seves ales amb forma de W, rodes fixes i una sirena. A la seva cabina s'hi encabien 2 tripulants, el pilot i l'artiller, que, situat al darrere, s'encarregava de defensar l'avió dels atacs dels caces enemics.

## Història operacional
El primer prototip, el Ju 87V1, va fer el seu primer vol el 17 de setembre de 1935 i anava equipat amb un motor Rolls-Royce Kestrel de 477 kW. Al desembre de 1937, el model Ju 87A-1, va ser provat per la Luftwaffe durant la Guerra Civil espanyola amb la legió Condor i va ser una de les claus de la Blitzkrieg com a suport aeri per la seva precisió al atacar objectius en picat. A Polònia i a França va ser un avió extremadament important, causant molt mal per allà on passava a causa de la poca resistència que oferien aquests països. Més tard es va veure que aquest avió estava sobrevalorat i de l'èxit de la invasió de Polònia va passar a ser qüestionat a la batalla d'Anglaterra, on era abatut amb facilitat pels Spitfire de la Royal Air Force.
En el front de l'Est (U.R.S.S.) els "Stuka" varen ser de nou eficaços en una versió equipada amb dos canons BK 3,7 de 37mm, molt efectius contra dotacions terrestres (blindats i vehicles) poc defensades per l'artilleria antiaèria o l'aviació de caça.
El pilot alemany més important a bord del Junkers JU87 "Stuka" va ser Hans Ulrich Rudel que va abatre més de 350 tancs soviètics i el cuirassat Marat.

## Versions[1]
- Ju 87V1: Primer prototip.
- Ju 87A-1: Primera versió operativa.
- Ju 87A-2
- Ju 87B: Versió amb moltes modificacions.
- Ju 87R: Versió antisuperficie..
- Ju 87D
- Ju 87E: Versió que no es va arribar a produir.
- Ju 87F: Versió que no es va arribar a produir.
- Ju 87G: Versió modificada del Ju 87D-5 amb dos canons BK 3,7 sota les ales.

## Especificacions Ju 87D
Dades de La enciclopedia de la aviación
Característiques generals
- Tripulació: 2
- Longitud: 11,50 m
- Envergadura: 13,80 m
- Alçada: 3,88 m
- Pes carregat: 6.600 kg
- Motors: 1×  motor en V invertida Junkers Jumo 211J , 1.044 kW

 Rendiment 
- Velocitat màxima: 410 km/h
- Abast: 1.535 km
- Sostre de servei: 7.300 m

Armament

3 x metralladores de 7,92 mm

Junkers Ju 87B-2

Càrrega de bombes externa màxima de 1.800 kg